# 궈진둥

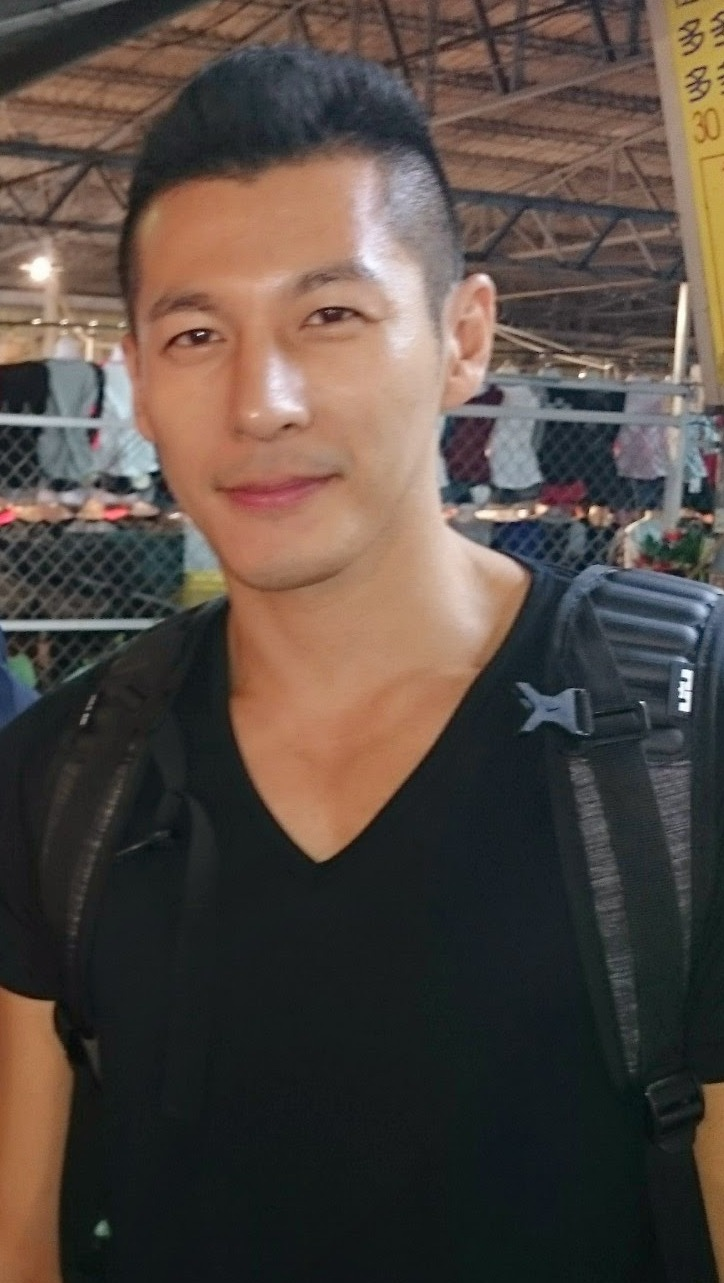

궈진둥(중국어 정체자: 郭晉東, 병음: Gūo Jìndōng, 한자음: 곽진동, Ryan Kuo, 1981년 1월 31일 ~ )은 대만의 배우이다. 본명은 궈신(郭鑫)이다.

## 방송
- 여의방비
- 퇴사는 선택, 창업은 필수
- 가남전
- 설응영주
- 유생지년